# Blind Guardian
Blind Guardian ist eine 1984 gegründete deutsche Metal-Band aus Krefeld und Meerbusch. Bis 2020 verkaufte die Band mehr als 3 Millionen Tonträger.

## Bandgeschichte
Blind Guardian ging aus der 1984 gegründeten Band Lucifer’s Heritage hervor, nach einem Besetzungswechsel folgte 1987 die Umbenennung in Blind Guardian.
Das Debütalbum Battalions of Fear wurde 1988 über die Plattenfirma No Remorse Records veröffentlicht. Für die Tournee zum 1989er Album Follow the Blind wurde die amerikanische Metal-Band Iced Earth als Vorgruppe engagiert. Beide Bands verstanden sich so gut, dass weitere gemeinsame Tourneen folgten. Die beiden Köpfe der Bands, Hansi Kürsch und Jon Schaffer (Gitarrist), gründeten später das Nebenprojekt Demons & Wizards, das in den Jahren 2000, 2005 und 2020 insgesamt drei Alben herausbrachte. Mit ihrem dritten Album, Tales from the Twilight World, setzten Blind Guardian die Zusammenarbeit mit Kai Hansen von Gamma Ray fort, der schon auf dem Vorgänger als Studiogast Gesangs- und Gitarrenparts einbrachte.
Das vierte Album der Band brachte den Wechsel zur neuen Plattenfirma Virgin Records sowie erste Änderungen im Stil der Band. Wurde bisher eher reiner Speed Metal gespielt, so wurde auf Somewhere Far Beyond mit Chören und flächendeckenden Keyboards gearbeitet und die Musik bombastischer. Diese Entwicklung sollte sich durch alle späteren Alben hindurchziehen. Somewhere Far Beyond war das letzte Album, an dem Kai Hansen mitwirkte, und das erste, mit dem die Band internationale Aufmerksamkeit gewann. Auf ihrer ersten Japan-Tournee im Jahr 1992 schnitt die Band das Live-Album Tokyo Tales mit, welches 1993 erschien.
Den internationalen Erfolg weiterführend folgte 1995 Imaginations from the Other Side, ein teilweise auch die Artussage thematisierendes Album. Der Song A Past And Future Secret wurde als Single ausgekoppelt. Auf der zugehörigen Tour fanden Auftritte in Europa sowie in Japan und Thailand statt. In Deutschland stieg das Album auf Platz 33 in den Charts ein.

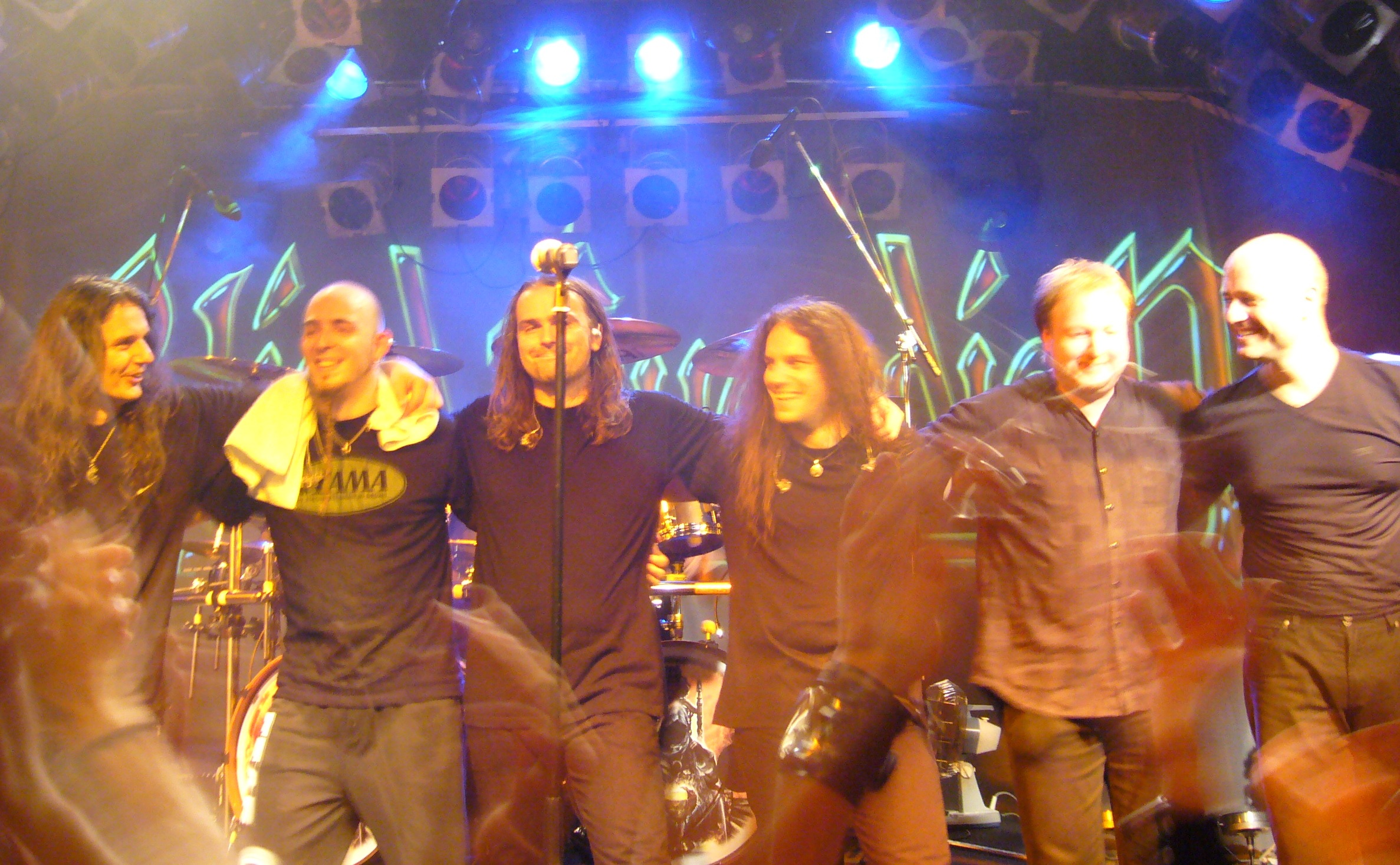
Blind Guardian live in Schweden im September 2006

Mit The Forgotten Tales veröffentlichte die Band 1996 eine Kompilation. Hier erfolgte die erstmalige Veröffentlichung von The Bard’s Song (In the Forest) als Live-Version. Des Weiteren wurden bekannte Lieder wie Mr. Sandman (Original von The Chordettes) oder Surfin’ U.S.A. (Original von den Beach Boys) gecovert. Mit Mr. Sandman gab es auch eine Singleauskopplung, wobei diese für den japanischen Markt in Bright Eyes umbenannt wurde. Im Gegensatz zur europäischen Version beginnt die japanische Single mit dem Song Bright Eyes (eine Eigenkomposition) und enthält die in Europa unveröffentlichte Demoversion des Songs A Past and Future Secret.
1998 erschien Nightfall In Middle-Earth mit dem Song Mirror Mirror als Single-Auskopplung. Das Album stellt eine musikalische Zusammenfassung des Fantasy-Buches Das Silmarillion von J. R. R. Tolkien dar. Es folgte eine weitere Tour durch Europa, Süd- und Mittelamerika.
Das nächste Werk, A Night at the Opera mit der vorausgegangenen Single And Then There Was Silence, erschien 2002.
Am 13. und 14. Juni 2003 veranstalteten Blind Guardian ein eigenes Open-Air-Festival in Coburg (Blind Guardian Open Air), bei dem sie an beiden Abenden als Headliner auftraten. Die DVD Imaginations Through the Looking Glass stellt einen Zusammenschnitt aus beiden Tagen dar.
2004 wechselten Blind Guardian zur Plattenfirma Nuclear Blast.
Nach fast 20 Jahren trennte sich 2005 Drummer Thomen Stauch von der Band. Als Grund wurden musikalische Differenzen genannt. Mit Frederik Ehmke wurde 2005 ein Ersatz gefunden. Erstmals zu hören ist er auf A Twist in the Myth.
Im September 2005 gaben Blind Guardian auf der offiziellen Bandhomepage bekannt, dass sie unter der neuen Besetzung im Frühjahr 2006 ein neues Album veröffentlichen wollen. Im Anschluss daran sollte eine Welttournee mit Astral Doors im Vorprogramm folgen. Diese wurde jedoch verschoben, da sich durch eine Akute Mittelohrentzündung Hansi Kürschs die Studioarbeiten am neuen Album A Twist in the Myth verzögerten. Nach vier Auftritten im Mai fand der Hauptteil der Tour im September/Oktober 2006 statt. Die erste Single-Auskopplung Fly ist im Februar 2006 erschienen; A Twist in the Myth wurde am 1. September 2006 veröffentlicht. Das Album erreichte in der Septemberausgabe des Metal-Magazins Metal Hammer den ersten Platz des Soundchecks.

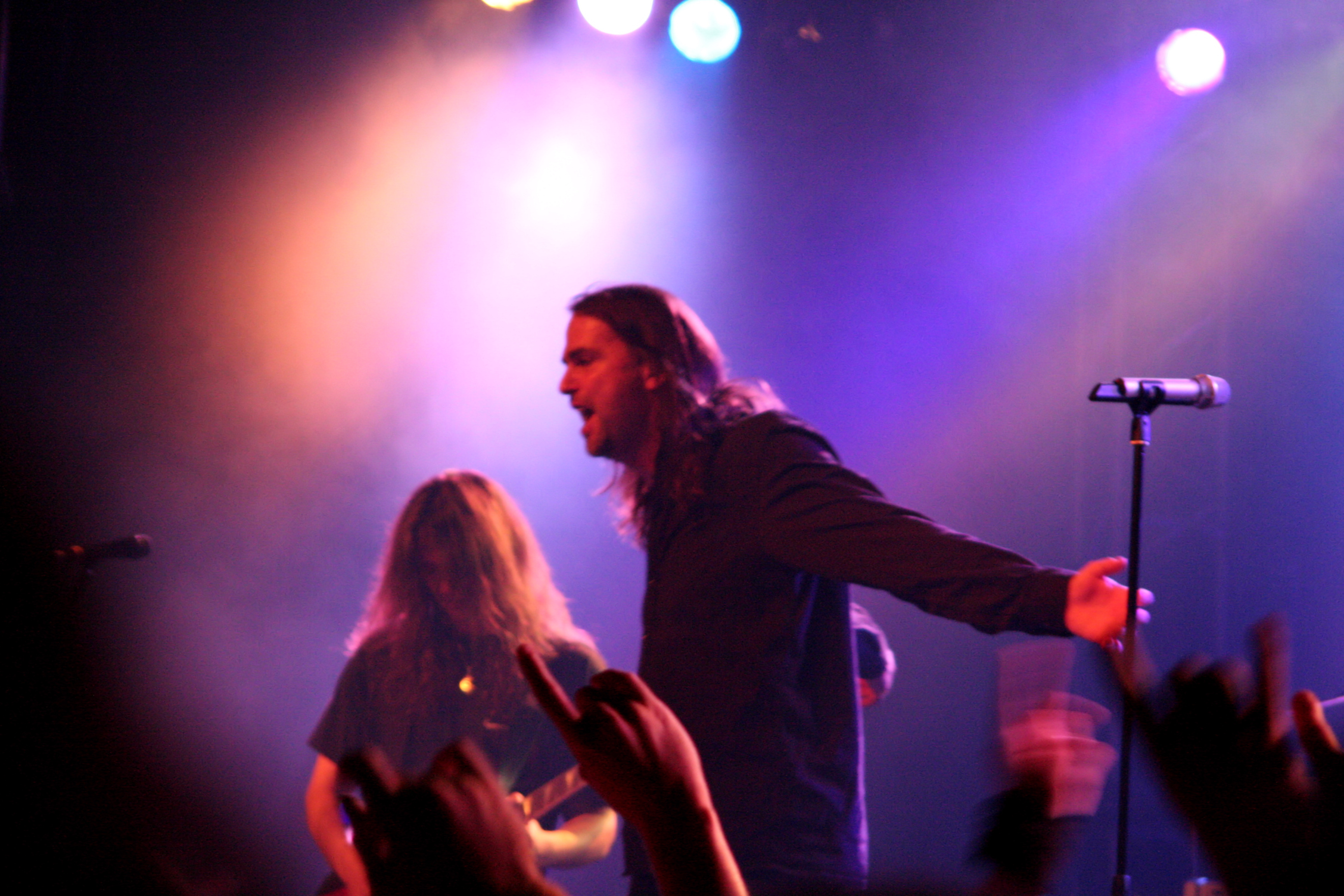
Sänger Hansi Kürsch bei einem Konzert im September 2006

2007 beteiligten sich Blind Guardian am Soundtrack zum Uwe-Boll-Film Schwerter des Königs – Dungeon Siege und steuerten das Titellied bei. 2008 komponierten sie den Titelsong für das Computerspiel Sacred 2: Fallen Angel. Das neunte Studioalbum At the Edge of Time erschien am 30. Juli 2010.
Im Januar 2012 erschien eine Best-of-Kompilation mit dem Titel Memories of a Time to Come, die in den deutschen Albumcharts Platz 6 erreichte. Nach Ende der Memories of a Tour to Come-Tournee zog sich die Gruppe ab Mitte 2012 aus der Öffentlichkeit zurück. In der zweiten Jahreshälfte 2012 arbeiteten die Musiker an dem für Februar 2013 angekündigten Boxset A Traveler’s Guide to Space and Time.
Am 30. Januar 2015 wurde das zehnte Studioalbum Beyond the Red Mirror veröffentlicht.
Am 8. November 2019 erschien mit Legacy of the Dark Lands das lange angekündigte Orchesteralbum der Band. Es erschien unter dem erweiterten Bandnamen Blind Guardian’s Twilight Orchestra, um zu verdeutlichen, dass es sich hier nicht um die reguläre Bandbesetzung handelt. Vielmehr ist Hansi Kürsch zusammen mit dem Prager Philharmonieorchester zu hören. Die Musik wurde wie gewohnt von André Olbrich geschrieben. Die Arbeiten hierzu begannen nach Nightfall in Middle Earth und zogen sich damit rund 20 Jahre hin. War zunächst noch beabsichtigt, ein Album über Tolkiens Herrn der Ringe daraus zu machen, entstand am Ende eine Zusammenarbeit mit dem deutschen Autor Markus Heitz, an dessen Werk Die Dunklen Lande das Album anknüpft.

## Musikstil
Die früheren Alben sind dem Speed Metal zuzuordnen; Michael Rensen vom Rock Hard beschrieb Battalions of Fear als „[s]tarkes, punkig-rohes Speed-Metal-Debüt mit größtenteils guten Songs, von denen einige auch schon mit einem Anflug von Komplexität daherkommen“. Dem Nachfolger Follow the Blind attestierte er einen Thrash-Einschlag, mit dem die Band von Helloween etc. abrücke, und Tales from the Twilight World sei „[d]as beste deutsche Melodic-Speed/Thrash-Metal-Album aller Zeiten“. Mit Somewhere Far Beyond sei es der Band gelungen, „das ‚Tales‘-Level zu halten und gleichzeitig durch Bombast- und Folk-Elemente stilistisches Neuland zu erschließen“.
Charakteristisch für Blind Guardian sind heute komplexe polyphone Gitarren-Arrangements sowie ausgefallene Effekte und Spieltechnik. Der Aufbau ihrer Stücke ist nahezu frei von Wiederholungen. Die neueren Alben (insbesondere seit A Night at the Opera) können daher auch dem Progressive Metal zugerechnet werden, wobei allerdings die Ursprünge der Band im (orchestralen) Speed Metal immer noch erkennbar sind. Besonders gut erkennbar ist diese Entwicklung an dem Song And Then There Was Silence, der den Höhepunkt von A Night at the Opera darstellt. Inzwischen spielt die Band laut Rensen „in ihrer völlig eigenen Speed/Thrash/Bombast-Metal-Liga“.

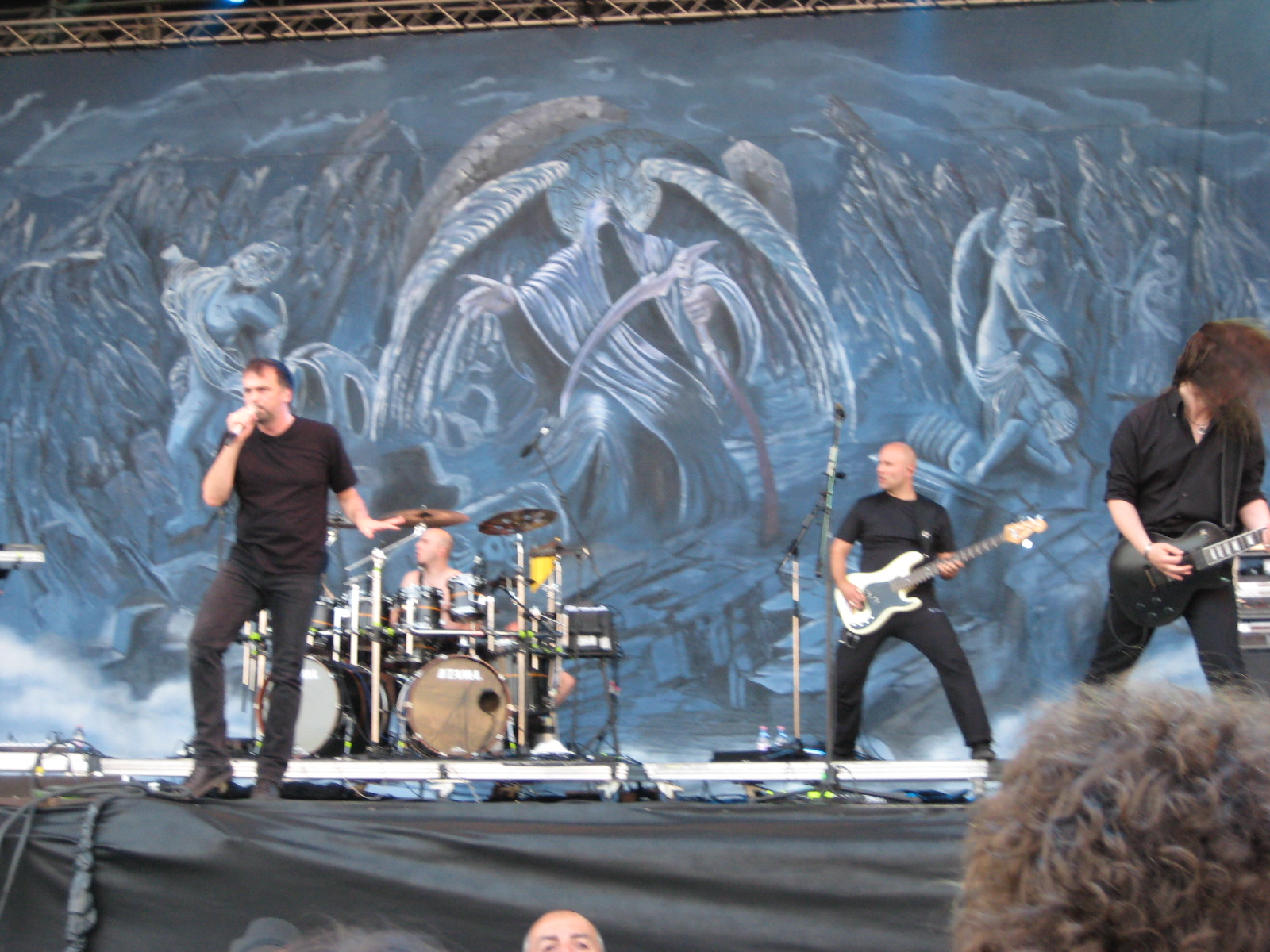
Blind Guardian (2009)

Die Texte beschäftigen sich häufig mit Themen aus der Fantasy-Literatur, vor allem Der Herr der Ringe von J. R. R. Tolkien. Weiter greift die Band textlich unter anderem Werke von Stephen King, Frank Herbert, Walter Moers und Michael Moorcock auf. Ebenso werden geschichtliche, gesellschaftliche und religiöse Themen angesprochen. Vor allem auf ihrem Album A Twist in the Myth finden sich zudem abstraktere Themen wie die Wichtigkeit von Veränderungen und Träumen.

## Besonderheiten
Bis einschließlich Imaginations from the Other Side war Hansi Kürsch Sänger und Bassist zugleich, seitdem konzentriert er sich nur noch auf den Gesang. Zu Aufnahmen und Live-Auftritten wurde lange Zeit Oliver Holzwarth (Sieges Even) als Bassist herangezogen. Sein Nachfolger als Tour-Bassist war der Niederländer Barend Courbois, der laut verschiedenen Medienberichten kurz vor der Veröffentlichung des zehnten Studioalbums Beyond the Red Mirror ein festes Bandmitglied sei. Dies wurde als Missverständnis aufgeklärt. Seit 2021 fungiert der ebenfalls aus den Niederlanden stammende Johan van Stratum als Session- und Live-Bassist.
Ebenso haben Blind Guardian keinen festen Keyboarder im Bandgefüge, obwohl orchestrale Keyboardklänge zum Markenzeichen der Band avanciert sind. Den inoffiziellen Posten des Keyboarders hat Michael „Mi“ Schüren eingenommen.
Von Harvest of Sorrow existieren sechs verschiedene Versionen (Als Bonustitel auf A Night at the Opera): je zwei auf Englisch und Spanisch (eine „normale“ und eine rein akustische), je eine auf Italienisch und Französisch.
Bei beiden Live-Alben handelt es sich um Zusammenschnitte. Tokyo Tales ist ein Zusammenschnitt zweier Konzerte in Tokio (vom 4. Dezember 1992 in der Koseinenkin-Halle und vom 6. Dezember 1992 in der NHK Hall). Auf diesem Album sind viele Studio-Overdubs zu hören. Das Live-Album von 2003 umfasst die A Night at the Opera World Tour 2002. Hier sind nur Live-Aufnahmen enthalten, auch wenn die Instrumente, das Publikum oder der Gesang eines Liedes teilweise von verschiedenen Konzerten stammen.
The Bard’s Song (In the Forest) existiert in mehreren Einspielungen: unter anderem als Originalversion auf Somewhere Far Beyond, als erste Live-Version auf The Forgotten Tales, als neu aufgenommene Single von 2003 und als orchestrale Version auf dem Best-of-Album Memories of a Time to Come. Das Lied gilt seit seiner Veröffentlichung als eine Art Band-Hymne, welche bei Konzerten fast vollständig von den Fans gesungen wird, weshalb die Band regelmäßig weitere Versionen veröffentlichte.
Blind Guardian sind virtuell in dem Action-Rollenspiel Sacred 2: Fallen Angel vertreten. Nachdem eine spezielle Quest abgeschlossen wurde, spielen sie dort einen extra für das Spiel geschriebenen Song. Das Lied Battlefield vom Album A Night at the Opera ist in der Heavy-Metal-Version des Spiels Robot Unicorn Attack zu hören. Sie komponierten ebenfalls den Titelsong Children of the Smith für das Rollenspiel Die Zwerge, in dem ihnen ebenfalls eine Quest gewidmet ist.

## DieRemasters-Serie
Die ersten sechs Studioalben (von Battalions of Fear bis einschließlich Nightfall in Middle-Earth), das Live-Album Tokyo Tales und die Kompilation The Forgotten Tales wurden im Jahr 2007 anlässlich des 20-jährigen Bandbestehens von Charlie Bauerfeind digital remastert, mit Bonus-Songs versehen (Demos und/oder B-Seiten von Singles), zudem wurde das Beiheft mit Liner-Notes und neuen Bildern ergänzt. Auch das Cover-Artwork wurde überarbeitet.
Die ersten beiden Alben (Battalions of Fear und Follow the Blind) wurden neu abgemischt. Diese neu gemasterten Versionen wurden von ihrem damaligen Label Virgin/EMI im Juni 2007 europaweit (weltweit etwas später) veröffentlicht. Die CD-Rücken der acht CDs ergeben chronologisch aneinandergereiht das Motiv der „Drachen-Gitarre“ der A-Past-and-Future-Secret-Single in einer modernisierten Variante.

## Diskografie
Studioalben

| Jahr | Titel Musiklabel                                           | Höchstplatzierung, Gesamtwochen, AuszeichnungChartplatzierungen (Jahr, Titel, Musiklabel, Platzierungen, Wochen, Auszeichnungen, Anmerkungen) | Höchstplatzierung, Gesamtwochen, AuszeichnungChartplatzierungen (Jahr, Titel, Musiklabel, Platzierungen, Wochen, Auszeichnungen, Anmerkungen) | Höchstplatzierung, Gesamtwochen, AuszeichnungChartplatzierungen (Jahr, Titel, Musiklabel, Platzierungen, Wochen, Auszeichnungen, Anmerkungen) | Höchstplatzierung, Gesamtwochen, AuszeichnungChartplatzierungen (Jahr, Titel, Musiklabel, Platzierungen, Wochen, Auszeichnungen, Anmerkungen) | Höchstplatzierung, Gesamtwochen, AuszeichnungChartplatzierungen (Jahr, Titel, Musiklabel, Platzierungen, Wochen, Auszeichnungen, Anmerkungen) | Anmerkungen                                                           |
| Jahr | Titel Musiklabel                                           | DE | AT | CH | UK | US | Anmerkungen                                                           |
| ---- | ---------------------------------------------------------- | --- | --- | --- | --- | --- | --------------------------------------------------------------------- |
| 1988 | Battalions of Fear No Remorse                              | DE53 (1 Wo.)DE | — | — | — | — | Erstveröffentlichung: 17. Mai 1988 Charteinstieg in DE erst 2018      |
| 1989 | Follow the Blind No Remorse                                | DE51 (1 Wo.)DE | — | — | — | — | Erstveröffentlichung: 14. April 1989 Charteinstieg in DE erst 2018    |
| 1990 | Tales from the Twilight World No Remorse                   | DE43 (1 Wo.)DE | — | — | — | — | Erstveröffentlichung: 2. Oktober 1990 Charteinstieg in DE erst 2018   |
| 1992 | Somewhere Far Beyond Virgin Records                        | DE14 (14 Wo.)DE | — | CH21 (1 Wo.)CH | — | — | Erstveröffentlichung: 30. Juni 1992 Höchstplatzierung in DE erst 2024 |
| 1995 | Imaginations from the Other Side Virgin Records            | DE13 (15 Wo.)DE | — | CH33 (5 Wo.)CH | — | — | Erstveröffentlichung: 4. April 1995 Höchstplatzierung in DE erst 2020 |
| 1998 | Nightfall in Middle-Earth Virgin Records                   | DE7 (9 Wo.)DE | AT39 (1 Wo.)AT | — | — | — | Erstveröffentlichung: 28. April 1998                                  |
| 2002 | A Night at the Opera Virgin Records                        | DE5 (8 Wo.)DE | AT17 (3 Wo.)AT | CH44 (4 Wo.)CH | — | — | Erstveröffentlichung: 4. März 2002                                    |
| 2006 | A Twist in the Myth Nuclear Blast                          | DE4 (7 Wo.)DE | AT19 (3 Wo.)AT | CH27 (4 Wo.)CH | — | — | Erstveröffentlichung: 1. September 2006                               |
| 2010 | At the Edge of Time Nuclear Blast                          | DE2 (8 Wo.)DE | AT9 (6 Wo.)AT | CH14 (4 Wo.)CH | — | US108 (1 Wo.)US | Erstveröffentlichung: 29. Juli 2010                                   |
| 2015 | Beyond the Red Mirror Nuclear Blast                        | DE4 (8 Wo.)DE | AT8 (4 Wo.)AT | CH10 (4 Wo.)CH | UK54 (1 Wo.)UK | US132 (1 Wo.)US | Erstveröffentlichung: 30. Januar 2015                                 |
| 2019 | Twilight Orchestra: Legacy of the Dark Lands Nuclear Blast | DE7 (3 Wo.)DE | AT22 (1 Wo.)AT | CH24 (1 Wo.)CH | — | — | Erstveröffentlichung: 8. November 2019                                |
| 2022 | The God Machine Nuclear Blast                              | DE2 (7 Wo.)DE | AT6 (2 Wo.)AT | CH5 (3 Wo.)CH | — | — | Erstveröffentlichung: 2. September 2022                               |